# Neite
Neite (em grego clássico: Νηΐθ; romaniz.: Neith; em egípcio: nt) é a deusa da guerra e da caça, criadora de Deuses e homens, divindade funerária e deusa inventora.
Neite, também chamada Tehenut, é uma antiga Deusa egípcia cujo culto provém do período pré-dinástico, na qual tinha forma de escaravelho, depois foi deusa da guerra, da caça e deusa inventora. Platão afirmou que em Saís, Atena fundia-se com Neite, pelos atributos da guerra e da tecelagem, e tinham um mesmo animal simbólico, a coruja.
Em seu aspecto funerário, é a Deusa protetora dos mortos: quem inventou o tecido (se converte em patrona dos tecedores) que oferece tanto às vendas, quanto o sudário aos mortos.

## Iconografia
Representada como uma mulher por vezes com coroa vermelha do Baixo Egito ou com o escudo e arcos. Também foi representada como coruja, escaravelho, abelha, vaca, peixe, com cabeça de leoa, e às vezes dando de mamar a um crocodilo (Sobeque).